# Pale-Prača
Pale-Prača è un comune della Federazione di Bosnia ed Erzegovina situato nel Cantone della Podrinje Bosniaca con 1.043 abitanti al censimento 2013.